# Colymbetinae
Colymbetinae es una subfamilia de coleópteros adéfagos de la familia Dytiscidae.
Es posible que se trate de un grupo polifíletico que requiera revisión taxonómica. 

## Tribus y géneros
Tribu Anisomeriini
- Anisomeria - Senilites

Tribu Carabdytini
- Carabdytes

Tribu Colymbetini
- Bunites - Colymbetes - Hoperius - Meladema - Melanodytes - Neoscutopterus - Rhantus